# Sơ tốc đầu nòng

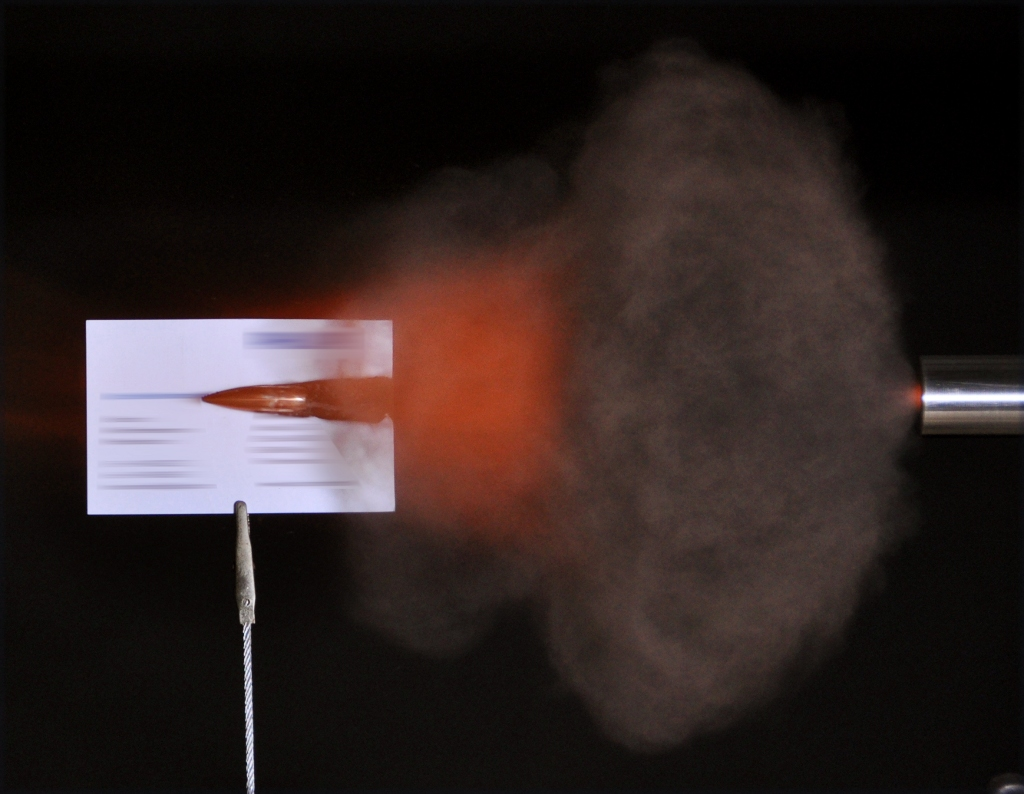
308 Winchester (FMJ 150 hạt) ở tốc độ khoảng 2820 khung hình / giây được chụp bằng đèn flash khe hở không khí.

Sơ tốc đạn là vận tốc của một đầu đạn khi vừa ra khỏi nòng hoặc vận tốc đầu của một vật thể nào đó có mũi nhọn (chủ yếu là đạn). Vận tốc mũi dao động từ khoảng 120 m/s (390 ft/s) đến 370 m/s (1.200 ft/s) trong súng hỏa mai thuốc súng đen, đến hơn 1.200 m/s (3.900 ft/s) trong các khẩu súng trường hiện đại với các hộp đạn hiệu suất cao như .220 Swift và .204 Ruger, đến hơn 1.700 m/s (5.600 ft/s) đối với súng xe tăng bắn đạn xuyên thấu năng lượng động học. Để mô phỏng các mảnh vỡ quỹ đạo tác động lên tàu vũ trụ, NASA phóng các tên lửa thông qua súng khí nhẹ với tốc độ lên tới 8.500 m/s (28.000 ft/s).

## Vận tốc đạn
Vận tốc của đạn cao nhất ở mõm và rơi xuống đều đặn vì sức cản của không khí. Các viên đạn di chuyển ít hơn tốc độ âm thanh (khoảng 340 m/s trong không khí khô ở mực nước biển) là cận âm, trong khi những người di chuyển nhanh hơn là siêu âm và do đó có thể di chuyển khoảng cách đáng kể và thậm chí bắn trúng mục tiêu trước khi một người quan sát gần đó nghe thấy tiếng "nổ" của phát bắn. Tốc độ phóng qua không khí phụ thuộc vào một số yếu tố như áp suất khí quyển, độ ẩm, nhiệt độ không khí và tốc độ gió. Một số vận tốc cao cánh tay nhỏ có vận tốc mõm cao hơn vận tốc thoát của một số vật thể trong Hệ Mặt trời như Pluto và Ceres, nghĩa là một viên đạn bắn ra từ một khẩu súng như vậy trên bề mặt cơ thể sẽ rời khỏi trường hấp dẫn của nó; tuy nhiên không có vũ khí nào được biết đến với vận tốc mõm có thể vượt qua lực hấp dẫn của Trái Đất (và bầu khí quyển) hoặc của các hành tinh khác hoặc Mặt trăng.